# Madden NFL 19
Madden NFL 19 är ett amerikanskt fotbollsportspel baserat på National Football League (NFL) och publicerad av EA Sports. Pittsburgh Steelers breda mottagare Antonio Brown är omslagets idrottsman i standardutgåvan av spelet, medan Pro Football Hall of Fame bred mottagare Terrell Owens finns på omslaget till "Hall of Fame"-versionen, som presenterades i en Dallas Cowboys uniform. Madden NFL 19 släpptes till Microsoft Windows, PlayStation 4 och Xbox One 10 augusti 2018.